# Америго из Пьяченцы
Америго из Пьяченцы, Америго Джильяни, ум. 19 августа 1327) — монах-доминиканец, в 1304— 1311 годах — генеральный магистр ордена проповедников.

## Биография
Родился в Пьяченце, дата рождения неизвестна. В 1262 году вступил в Ломбардии в орден доминиканцев, после чего был послан на учёбу в Милан, где подружился с Никколо Боккасини, будущим папой Бенедиктом XI, ставшим первым в истории папой-доминиканцем. После окончания обучения был назначен провинциалом доминиканцев в Греции. На генеральном капитуле ордена в Тулузе в 1304 году был избран 12-м по счёту генеральным магистром ордена.
Америго Джильяни был весьма образованным и эрудированным для своего времени человеком, хорошо разбирался в естественных науках, знал несколько языков, включая восточные. На посту генерала большое внимание уделял интеллектуальной подготовке монахов ордена, в первую очередь в тех регионах, где было популярно движение фратичелли, позднее признанного еретическим.
В 1305 году на папский престол после смерти Бенедикта XI взошёл Климент V, полностью зависимый от короля Франции и недолюбливавший главу доминиканцев, считая его креатурой своего предшественника. Неприязнь папы к Америго только усилилась после того, как тот не предоставил папе никаких обвинительных материалов против ордена тамплиеров, процесс против которых Климент V готовил по соглашению с королём Франции Филиппом Красивым. Истечение срока полномочий в 1311 году спасло его от папской опалы и, по его собственному признанию, от необходимости поступать против совести в процессе тамплиеров.
Умер в 1327 году в Болонье. Автор нескольких богословских трудов, не сохранившихся до нашего времени.